# Női gyeplabdatorna az 1996. évi nyári olimpiai játékokon
Az 1996. évi nyári olimpiai játékokon a női gyeplabdatornát július 20. és augusztus 1. között rendezték. A tornán nyolc nemzet csapata vett részt.

## Lebonyolítás

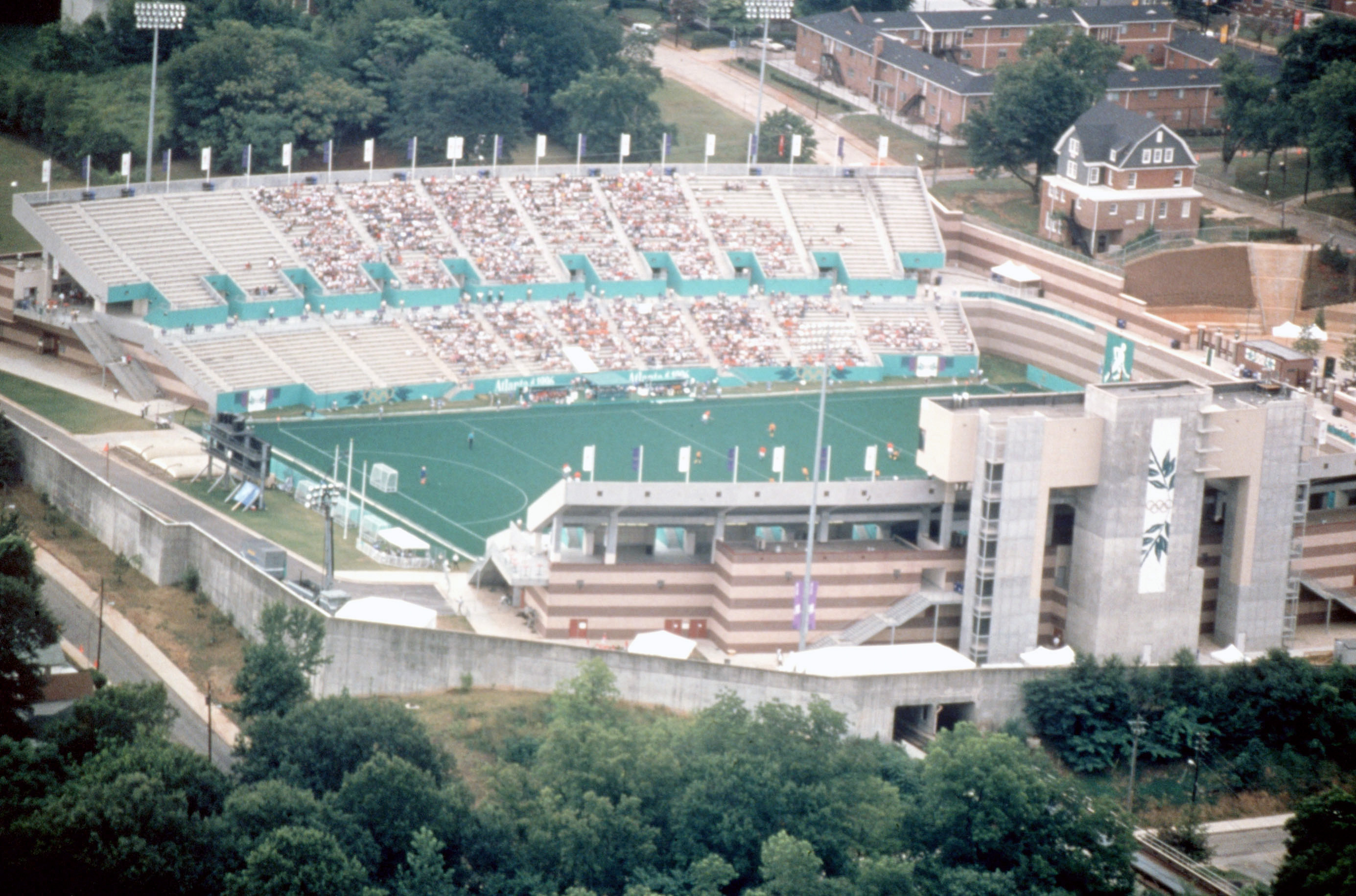
A mérkőzések egyik helyszíne: Herndon Stadion

A nyolc csapat egy csoportot alkotott, amelyben körmérkőzések döntötték el a csoport végeredményét. A csoportból az első két helyezett jutott tovább a döntőbe, a harmadik és negyedik helyezettek a bronzéremért mérkőzhettek. A csoportkör utolsó négy helyezettje kiesett.

## Csoportkör
| Színmagyarázat                                                        |
| --------------------------------------------------------------------- |
| A csoport első két helyezettje bejutott a döntőbe.                    |
| A csoport harmadik és negyedik helyezettjei a 3. helyért játszhattak. |
| A csoport utolsó négy helyezettje kiesett.                            |

| Csapat                 | M | Gy | D | V | G+ | G– | Gk  | P  |
| ---------------------- | - | -- | - | - | -- | -- | --- | -- |
| Ausztrália (AUS)       | 7 | 6  | 1 | 0 | 24 | 4  | +20 | 13 |
| Dél-Korea (KOR)        | 7 | 4  | 2 | 1 | 18 | 9  | +9  | 10 |
| Nagy-Britannia (GBR)   | 7 | 3  | 2 | 2 | 12 | 11 | +1  | 8  |
| Hollandia (NED)        | 7 | 3  | 2 | 2 | 15 | 15 | 0   | 8  |
| Egyesült Államok (USA) | 7 | 2  | 2 | 3 | 8  | 11 | –3  | 6  |
| Németország (GER)      | 7 | 2  | 1 | 4 | 10 | 11 | –1  | 5  |
| Argentína (ARG)        | 7 | 2  | 1 | 4 | 7  | 21 | –14 | 5  |
| Spanyolország (ESP)    | 7 | 0  | 1 | 6 | 5  | 17 | –12 | 1  |

| 1996. július 20. 09:00 | Egyesült Államok (USA) | 1–1   | Hollandia (NED) | Játékvezetők: Naomi Kato (JPN), Gina Spitaleri (ITA) |
| 1996. július 20. 09:00 | Pankratz 69'           | (0–0) | Kuipers 63'     | Játékvezetők: Naomi Kato (JPN), Gina Spitaleri (ITA) |

| 1996. július 20. 11:00 | Ausztrália (AUS)                                     | 4–0   | Spanyolország (ESP) | Játékvezetők: Kazuko Yasueda (JPN), Miriam van Gemert (NED) |
| 1996. július 20. 11:00 | Andrews 32' · L. Powell 54' · Hawkes 65' · Annan 69' | (1–0) |                     | Játékvezetők: Kazuko Yasueda (JPN), Miriam van Gemert (NED) |

| 1996. július 20. 17:30 | Argentína (ARG) | 0–2   | Németország (GER)              | Játékvezetők: Janice McDonald (GBR), Angela Lario Ruiz (ESP) |
| 1996. július 20. 17:30 |                 | (0–1) | van Kooperen 17' · Lätzsch 39' | Játékvezetők: Janice McDonald (GBR), Angela Lario Ruiz (ESP) |

| 1996. július 20. 20:00 | Dél-Korea (KOR)                                                                  | 5–0   | Nagy-Britannia (GBR) | Játékvezetők: Margaret Lanning (CAN), Carola Heinrichs (GER) |
| 1996. július 20. 20:00 | Cso Undzsong 22', 70' · Cshö Miszun 43' · Kvon Cshangszuk 46' · Kvon Szuhjon 67' | (1–0) |                      | Játékvezetők: Margaret Lanning (CAN), Carola Heinrichs (GER) |

| 1996. július 21. 17:30 | Spanyolország (ESP) | 1–2   | Németország (GER)                | Játékvezetők: Laura Crespo (ARG), Gill Clarke (GBR) |
| 1996. július 21. 17:30 | Telleria 31'        | (1–1) | Hentschel 15' · van Kooperen 56' | Játékvezetők: Laura Crespo (ARG), Gill Clarke (GBR) |

| 1996. július 21. 20:00 | Hollandia (NED) | 1–1   | Nagy-Britannia (GBR) | Játékvezetők: Peri Buckley (AUS), Lee Mi-Ok (KOR) |
| 1996. július 21. 20:00 | Lewin 11'       | (1–0) | Cook 41'             | Játékvezetők: Peri Buckley (AUS), Lee Mi-Ok (KOR) |

| 1996. július 22. 09:00 | Ausztrália (AUS)                                                             | 7–1   | Argentína (ARG) | Játékvezetők: Angela Lario Ruiz (ESP), Carola Heinrichs (GER) |
| 1996. július 22. 09:00 | Farrell 9' · K. Powell 25' · Annan 30', 49', 50' · Roche 61' · L. Powell 63' | (3–0) | Rimoldi 43'     | Játékvezetők: Angela Lario Ruiz (ESP), Carola Heinrichs (GER) |

| 1996. július 22. 11:00 | Egyesült Államok (USA)               | 3–2   | Dél-Korea (KOR)                    | Játékvezetők: Margaret Lanning (CAN), Kató Naomi (JPN) |
| 1996. július 22. 11:00 | Fuchs 5' · Pankratz 25' · Marois 70' | (2–0) | Csang Undzsong 49' · I Ungjong 62' | Játékvezetők: Margaret Lanning (CAN), Kató Naomi (JPN) |

| 1996. július 23. 09:00 | Ausztrália (AUS) | 1–0   | Németország (GER) | Játékvezetők: Lee Mi-Ok (KOR), Gina Spitaleri (ITA) |
| 1996. július 23. 09:00 | Roche 25'        | (1–0) |                   | Játékvezetők: Lee Mi-Ok (KOR), Gina Spitaleri (ITA) |

| 1996. július 23. 11:00 | Spanyolország (ESP) | 0–1   | Argentína (ARG) | Játékvezetők: Janice McDonald (GBR), Miriam van Gemert (NED) |
| 1996. július 23. 11:00 |                     | (0–0) | Rimoldi 44'     | Játékvezetők: Janice McDonald (GBR), Miriam van Gemert (NED) |

| 1996. július 23. 17:30 | Hollandia (NED) | 1–3   | Dél-Korea (KOR)                            | Játékvezetők: Renée Chatas (USA), Gill Clarke (GBR) |
| 1996. július 23. 17:30 | de Ruiter 52'   | (0–0) | Csang Undzsong 40', 63' · Cso Undzsong 44' | Játékvezetők: Renée Chatas (USA), Gill Clarke (GBR) |

| 1996. július 23. 20:00 | Egyesült Államok (USA) | 0–1   | Nagy-Britannia (GBR) | Játékvezetők: Kazuko Yasueda (JPN), Laura Crespo (ARG) |
| 1996. július 23. 20:00 |                        | (0–0) | Simpson 51'          | Játékvezetők: Kazuko Yasueda (JPN), Laura Crespo (ARG) |

| 1996. július 25. 09:00 | Spanyolország (ESP)         | 2–2   | Nagy-Britannia (GBR)     | Játékvezetők: Lee Mi-Ok (KOR), Renée Chatas (USA) |
| 1996. július 25. 09:00 | Dorado 22' · Gabellanes 55' | (1–1) | Fraser 18' · Johnson 66' | Játékvezetők: Lee Mi-Ok (KOR), Renée Chatas (USA) |

| 1996. július 25. 11:00 | Hollandia (NED)                               | 4–3   | Németország (GER)               | Játékvezetők: Laura Crespo (ARG), Margaret Lanning (CAN) |
| 1996. július 25. 11:00 | Kuipers 3' · de Ruiter 21' · Donners 52', 63' | (2–1) | Becker 27', 43' · Hentschel 55' | Játékvezetők: Laura Crespo (ARG), Margaret Lanning (CAN) |

| 1996. július 25. 17:30 | Ausztrália (AUS)                       | 3–3   | Dél-Korea (KOR)                            | Játékvezetők: Angela Lario Ruiz (ESP), Gill Clarke (GBR) |
| 1996. július 25. 17:30 | Annan 32' · Morris 35' · K. Powell 70' | (2–0) | Csang Undzsong 39', 47' · Cso Undzsong 60' | Játékvezetők: Angela Lario Ruiz (ESP), Gill Clarke (GBR) |

| 1996. július 25. 20:00 | Egyesült Államok (USA) | 1–2   | Argentína (ARG)            | Játékvezetők: Peri Buckley (AUS), Carola Heinrichs (GER) |
| 1996. július 25. 20:00 | Marois 26'             | (1–1) | Masotta 5' · MacKenzie 60' | Játékvezetők: Peri Buckley (AUS), Carola Heinrichs (GER) |

| 1996. július 26. 17:30 | Egyesült Államok (USA) | 1–1   | Németország (GER) | Játékvezetők: Kazuko Yasueda (JPN), Janice McDonald (GBR) |
| 1996. július 26. 17:30 | Werley 54'             | (0–1) | Cremer 3'         | Játékvezetők: Kazuko Yasueda (JPN), Janice McDonald (GBR) |

| 1996. július 26. 20:00 | Ausztrália (AUS) | 1–0   | Nagy-Britannia (GBR) | Játékvezetők: Miriam van Gemert (NED), Naomi Kato (JPN) |
| 1996. július 26. 20:00 | Andrews 29'      | (1–0) |                      | Játékvezetők: Miriam van Gemert (NED), Naomi Kato (JPN) |

| 1996. július 27. 09:00 | Spanyolország (ESP) | 0–2   | Dél-Korea (KOR)                    | Játékvezetők: Carola Heinrichs (GER), Peri Buckley (AUS) |
| 1996. július 27. 09:00 |                     | (0–1) | Csang Undzsong 25' · I Ungjong 48' | Játékvezetők: Carola Heinrichs (GER), Peri Buckley (AUS) |

| 1996. július 27. 11:00 | Hollandia (NED)                      | 4–1   | Argentína (ARG) | Játékvezetők: Gina Spitaleri (ITA), Angela Lario Ruiz (ESP) |
| 1996. július 27. 11:00 | Donners 5' · de Ruiter 14', 45', 48' | (2–0) | Masotta 39'     | Játékvezetők: Gina Spitaleri (ITA), Angela Lario Ruiz (ESP) |

| 1996. július 28. 09:00 | Németország (GER)          | 2–3   | Nagy-Britannia (GBR)           | Játékvezetők: Miriam van Gemert (NED), Laura Crespo (ARG) |
| 1996. július 28. 09:00 | Hentschel 29' · Becker 38' | (1–0) | Atkins 51', 69' · Sixsmith 61' | Játékvezetők: Miriam van Gemert (NED), Laura Crespo (ARG) |

| 1996. július 28. 11:00 | Ausztrália (AUS)                                      | 4–0   | Egyesült Államok (USA) | Játékvezetők: Gill Clarke (GBR), Kazuko Yasueda (JPN) |
| 1996. július 28. 11:00 | Morris 3' · K. Powell 9' · L. Powell 17' · Starre 24' | (4–0) |                        | Játékvezetők: Gill Clarke (GBR), Kazuko Yasueda (JPN) |

| 1996. július 28. 17:30 | Spanyolország (ESP)    | 2–4   | Hollandia (NED)                             | Játékvezetők: Lee Mi-Ok (KOR), Naomi Kato (JPN) |
| 1996. július 28. 17:30 | López 27' · Barrio 60' | (1–3) | de Ruiter 7', 11' · Thate 29' · Donners 51' | Játékvezetők: Lee Mi-Ok (KOR), Naomi Kato (JPN) |

| 1996. július 28. 20:00 | Argentína (ARG)              | 2–2   | Dél-Korea (KOR)                       | Játékvezetők: Margaret Lanning (CAN), Renée Chatas (USA) |
| 1996. július 28. 20:00 | MacKenzie 10' · Castelli 16' | (2–1) | Cso Undzsong 33' · Csang Undzsong 46' | Játékvezetők: Margaret Lanning (CAN), Renée Chatas (USA) |

| 1996. július 30. 09:00 | Argentína (ARG) | 0–5   | Nagy-Britannia (GBR)                     | Játékvezetők: Peri Buckley (AUS), Renée Chatas (USA) |
| 1996. július 30. 09:00 |                 | (0–2) | Nichols 8', 68' · Sixsmith 13', 61', 67' | Játékvezetők: Peri Buckley (AUS), Renée Chatas (USA) |

| 1996. július 30. 11:00 | Németország (GER) | 0–1   | Dél-Korea (KOR)    | Játékvezetők: Gina Spitaleri (ITA), Kató Naomi (JPN) |
| 1996. július 30. 11:00 |                   | (0–1) | Csang Undzsong 31' | Játékvezetők: Gina Spitaleri (ITA), Kató Naomi (JPN) |

| 1996. július 30. 17:30 | Spanyolország (ESP) | 0–2   | Egyesült Államok (USA)   | Játékvezetők: Janice McDonald (GBR), Carola Heinrichs (GER) |
| 1996. július 30. 17:30 |                     | (0–1) | Pankratz 18' · Tchou 48' | Játékvezetők: Janice McDonald (GBR), Carola Heinrichs (GER) |

| 1996. július 30. 20:00 | Ausztrália (AUS)                                 | 4–0   | Hollandia (NED) | Játékvezetők: Laura Crespo (ARG), Angela Lario Ruiz (ESP) |
| 1996. július 30. 20:00 | Morris 45' · Roche 60' · Andrews 63' · Annan 68' | (0–0) |                 | Játékvezetők: Laura Crespo (ARG), Angela Lario Ruiz (ESP) |

## Helyosztók

### Bronzmérkőzés
| 1996. augusztus 1. 17:00 | Nagy-Britannia (GBR) | 0–0 (h. u.) | Hollandia (NED) | Játékvezetők: Angela Lario Ruiz (ESP), Kazuko Yasueda (JPN) |
| 1996. augusztus 1. 17:00 |                      |             |                 | Játékvezetők: Angela Lario Ruiz (ESP), Kazuko Yasueda (JPN) |
| 1996. augusztus 1. 17:00 | Büntetőpárbaj:       |             |                 | Játékvezetők: Angela Lario Ruiz (ESP), Kazuko Yasueda (JPN) |
| 1996. augusztus 1. 17:00 | 3–4                  |             |                 | Játékvezetők: Angela Lario Ruiz (ESP), Kazuko Yasueda (JPN) |

### Döntő
| 1996. augusztus 1. 19:30 | Ausztrália (AUS)            | 3–1   | Dél-Korea (KOR)  | Játékvezetők: Miram van Gemert (NED), Gill Clarke (GBR) |
| 1996. augusztus 1. 19:30 | Annan 14', 44' · Powell 63' | (1–1) | Cso Undzsong 30' | Játékvezetők: Miram van Gemert (NED), Gill Clarke (GBR) |

| Az 1996. évi nyári olimpiai játékok női gyeplabdatornájának olimpiai bajnoka |
| · AUSZTRÁLIA · 2. cím                                                        |
| ---------------------------------------------------------------------------- |

## Végeredmény
| Helyezés | Csapat                 | M | Gy | D | V | G+ | G– | Gk  | P  |
| -------- | ---------------------- | - | -- | - | - | -- | -- | --- | -- |
| Arany    | Ausztrália (AUS)       | 8 | 7  | 1 | 0 | 27 | 5  | +22 | 15 |
| Ezüst    | Dél-Korea (KOR)        | 8 | 4  | 2 | 2 | 19 | 12 | +7  | 10 |
| Bronz    | Nagy-Britannia (GBR)   | 8 | 3  | 3 | 2 | 12 | 11 | +1  | 9  |
| 4.       | Hollandia (NED)        | 8 | 3  | 3 | 2 | 15 | 15 | 0   | 9  |
|          |                        |   |    |   |   |    |    |     |    |
| 5.       | Egyesült Államok (USA) | 7 | 2  | 2 | 3 | 8  | 11 | –3  | 6  |
| 6.       | Németország (GER)      | 7 | 2  | 1 | 4 | 10 | 11 | –1  | 5  |
| 7.       | Argentína (ARG)        | 7 | 2  | 1 | 4 | 7  | 21 | –14 | 5  |
| 8.       | Spanyolország (ESP)    | 7 | 0  | 1 | 6 | 5  | 17 | –12 | 1  |